# Firmenausbildungsverbund Oberösterreich
Der Firmenausbildungsverbund Oberösterreich (abk. FAV OÖ) ist eine von dem Land Oberösterreich, der Wirtschaftskammer Oberösterreich und der Arbeiterkammer Oberösterreich im Mai 2000 gegründete Organisation in Linz zur Unterstützung von Betrieben bei der Ausbildung ihrer Lehrlinge und Lehrlingsausbilder.
Derzeit betreut der Verbund 850 Betriebe mit 3500 Lehrlingen.
Die zunehmende Spezialisierung einzelner Betriebe macht es diesen oft unmöglich, im Rahmen der Berufsausbildung die ganze Breite eines Berufsbildes abzudecken. Auch durch die Auslagerung betrieblicher Tätigkeiten können wesentliche Kenntnisse der Berufsbilder nicht mehr vermittelt werden. Der Firmenausbildungsverbund fördert den Zusammenschluss von Lehrbetrieben bzw. sonst geeigneten Einrichtungen zu Ausbildungsverbünden.
Die Zielsetzung liegt darin, den Jugendlichen auch dort eine umfassende und qualitativ hochwertige Ausbildung zu ermöglichen, wo der Lehrbetrieb nicht selbst sämtliche Fertigkeiten und Kenntnisse eines Berufsbildes vermitteln kann.
Aus der Vielzahl der sich in der Praxis stellenden Probleme seien einige beispielhaft angeführt:
- Zahlreiche Betriebe haben ihre Buchhaltung zu einem Steuerberater ausgelagert und können somit insoweit das Berufsbild des Lehrberufs „Bürokaufmann/frau“ nicht mehr erfüllen.

- Ein Betrieb, der sich auf die Erzeugung von Fenstern, Stiegen oder auch Küchen spezialisiert hat, kann das Berufsbild eines Tischlers nur noch zum Teil einem Lehrling vermitteln.

- Eine auf Zweiräder spezialisierte Kfz-Werkstätte kann zwar durchaus einen am Arbeitsmarkt gefragten Zweiradspezialisten ausbilden, jedoch das Berufsbild des Kfz-Mechanikers in wesentlichen Teilen selbst nicht erfüllen.

Die Organisation stellt interessierten Betrieben ein Servicepaket zur Ausbildung im Verbund zur Verfügung. Mit dem jährlich erscheinenden Kurskatalog gibt der Verein zudem eine gute Übersicht über mögliche Ausbildungsmaßnahmen für die diversen Lehrberufe.